# Paramonacanthus oblongus
Paramonacanthus oblongus es una especie de peces de la familia Monacanthidae en el orden de los Tetraodontiformes.

## Morfología
- Los machos pueden llegar alcanzar los 7,8 cm de longitud total.[1][2]

## Alimentación
Come invertebrados pequeños.

## Hábitat
Es un pez de mar y de clima tropical y demersal.

## Distribución geográfica
Se encuentra en el Índico y el Pacífico.

## Observaciones
Es inofensivo para los humanos.